# Ouija Board (häst)
Ouija Board, född 3 mars 2001, död 29 november 2022, var ett engelskt fullblod i galoppsport, mest känd för att ha segrat i Epsom Oaks (2004), Irish Oaks (2004), Breeders' Cup Filly & Mare Turf (2004 & 2006), och Hong Kong Vase (2005). Efter tävlingskarriären blev hon mor till Australia, som segrade i 2014 års upplaga av Epsom Derby.

## Bakgrund
Ouija Board var ett brunt sto efter Cape Cross och under Selection Board (efter Welsh Pageant). Hon föddes upp av Stanley Estate & Stud Co. och ägdes av Lord Derby. Hon tränades under tävlingskarriären av Ed Dunlop. Hon reds bland annat av Olivier Peslier, Kieren Fallon, Frankie Dettori och Jamie Spencer.

## Karriär
Ouija Board tävlade mellan 2003 och 2006 och sprang in 6 312 552 pund på 22 starter, varav 10 segrar, 3 andraplatser och 5 tredjeplatser. Hon tog karriärens största segrar i Epsom Oaks (2004), Irish Oaks (2004), Breeders' Cup Filly & Mare Turf (2004 & 2006), Princess Royal Stakes (2005), Hong Kong Vase (2005), Prince of Wales's Stakes (2006) och Nassau Stakes (2006).

### Avelskarriär
En dag innan Ouija Board skulle starta i sitt sista löp i karriären, 2006 års upplaga av Hong Kong Vase, upptäcktes en skada, vilket gjorde att tävlingskarriären avslutades direkt. Om Ouija Board hade kommit på första eller andra plats i löpet, hade hon blivit den mest vinstrika hästen någonsin från Storbritannien.
Ouija Board blev mor till fem avkommor:
| År   | Häst          | Kön    | Meriter i urval |
| ---- | ------------- | ------ | --- |
| 2008 | Voodoo Prince | Valack | Segrade i 3 löp i England, innan han såldes till Australien. Avlivades efter en olycka på Flemington Racecourse i december 2015. |
| 2009 | Aegaeus       | Valack | Segrade i 2 löp i England, innan han såldes till Tyskland.                                                                       |
| 2010 | Filia Regina  | Sto    | Avelssto vid Stanley House Stud i England.                                                                                       |
| 2011 | Australia     | Hingst | The Derby (2014), Irish Derby (2014) International Stakes (2014)                                                                 |
| 2013 | Frontiersman  | Hingst | Mukhadram Godolphin Stakes (2017)                                                                                                |

### Död
Ouija Board avled den 29 november 2022, vid 21 års ålder.

## Stamtavla
| Efter Cape Cross (IRE) 1994     | Green Desert (USA) 1983 | Danzig (USA) 1977          | Northern Dancer (CAN) |
| Efter Cape Cross (IRE) 1994     | Green Desert (USA) 1983 | Danzig (USA) 1977          | Pas De Nom (USA)      |
| Efter Cape Cross (IRE) 1994     | Green Desert (USA) 1983 | Foreign Courier (USA) 1979 | Sir Ivor (USA)        |
| Efter Cape Cross (IRE) 1994     | Green Desert (USA) 1983 | Foreign Courier (USA) 1979 | Courtly Dee (USA)     |
| Efter Cape Cross (IRE) 1994     | Park Appeal (IRE) 1982  | Ahonoora (GB) 1975         | Lorenzaccio (IRE)     |
| Efter Cape Cross (IRE) 1994     | Park Appeal (IRE) 1982  | Ahonoora (GB) 1975         | Helen Nichols (GB)    |
| Efter Cape Cross (IRE) 1994     | Park Appeal (IRE) 1982  | Balidaress (IRE) 1973      | Balidar (IRE)         |
| Efter Cape Cross (IRE) 1994     | Park Appeal (IRE) 1982  | Balidaress (IRE) 1973      | Innocence (GB)        |
| Undan Selection Board (GB) 1982 | Welsh Pageant (FR) 1966 | Tudor Melody (GB) 1956     | Tudor Minstrel (GB)   |
| Undan Selection Board (GB) 1982 | Welsh Pageant (FR) 1966 | Tudor Melody (GB) 1956     | Matelda (GB)          |
| Undan Selection Board (GB) 1982 | Welsh Pageant (FR) 1966 | Picture Light (FR) 1954    | Court Martial (GB)    |
| Undan Selection Board (GB) 1982 | Welsh Pageant (FR) 1966 | Picture Light (FR) 1954    | Queen of Light (GB)   |
| Undan Selection Board (GB) 1982 | Ouija (GB) 1971         | Silly Season (USA) 1962    | Tom Fool (USA)        |
| Undan Selection Board (GB) 1982 | Ouija (GB) 1971         | Silly Season (USA) 1962    | Double Deal (GB)      |
| Undan Selection Board (GB) 1982 | Ouija (GB) 1971         | Samanda (GB) 1956          | Alycidon (GB)         |
| Undan Selection Board (GB) 1982 | Ouija (GB) 1971         | Samanda (GB) 1956          | Gradisca (GB)         |